# 马尔坦库尔 (默尔特-摩泽尔省)
马尔坦库尔（法語：Martincourt）是法国默尔特-摩泽尔省的一个市镇，属于图勒区（Toul）艾埃地区多梅夫尔县（Domèvre-en-Haye）。该市镇总面积10.66平方公里，2009年时的人口为91人。

## 人口
马尔坦库尔人口变化图示